# Pitonga woolowa
Genre
Espèce
Pitonga woolowa, unique représentant du genre Pitonga, est une espèce d'araignées aranéomorphes de la famille des Desidae.

## Distribution
Cette espèce est endémique du Nord de l'Australie.

## Publication originale
- Davies, 1984 : Pitonga gen. nov., a spider (Amaurobiidae: Desinae) from northern Australia. Memoirs of the Queensland Museum, vol. 21, p. 261-269.